# Bitúriges
Els bitúriges (en llatí Bituriges o Bituriges Cubi) van ser el poble més destacat de la Gàl·lia Cèltica en temps de Tarquini Prisc, diu Titus Livi.
En temps de Tarquini Prisc tenien un rei, Ambicatus que va agrupar totes les tribus celtes, cosa que probablement a la seva època es referia només a la Gàl·lia Narbonense. Sota Bellovesus, el nebot d'Ambicatus, els bitúriges van emigrar cap a Itàlia juntament amb altres pobles gals. El seu territori tenia mines de ferro i Plini el Vell parla de la qualitat dels seus vins, però més aviat sembla que cal atribuir aquest producte als bituriges vivisci. Estrabó esmenta un grup del poble anomenats bituriges cubis, però sembla que només era el nom dels representants d'aquest poble als jocs esportius.

## Història
En temps de Cèsar estaven sotmesos als hedus i la frontera entre ambdós pobles era el riu Loira (Ligeris) no lluny de la unió amb l'Alier. El seu territori podria equivaldre a la diòcesi de Bourges que abraçava part del Berri i part del Borbonesat, i fins i tot zones de Turena. La seva capital s'anomenava Avàricum (Bourges).
A la rebel·lió de Vercingetòrix l'any 52 aC, quan Cèsar estava a punt d'atacar Avàricum, els rebels van cremar 20 ciutats dels bitúriges en un sol dia amb el consentiment dels gals federats, per impedir que caiguessin en mans dels romans, però els bitúriges van demanar de no cremar Avàricum i es convertís en fortalesa i allí resistirien a Cèsar, contra l'opinió del cabdill rebel gal. Cèsar descriu el setge i l'atac a la ciutat en què els gals tenien molt d'armament i sabien construir galeries i tenien al seu país grans obres de ferro (magnae ferriae). Van enviar homes de reforç a Vercingetòrix, que estava assetjat per Cèsar a Alèsia.
Després de la conquesta romana van ser inclosos a la província d'Aquitània. Plini diu que eren liberi ('lliures') cosa que fa pensar en un cert grau d'autonomia sota el govern romà, durant un temps, però no se'n coneixen les característiques.